# 大青沟
大青沟为中国国内一国家级自然保护区，位于内蒙古自治区通辽市科尔沁沙地中部。由大青沟与小青沟两条深谷组成。两条河流嵌在沙地当中，沟外环境恶劣，温差较大，常有风沙弥漫，但沟内气温适宜，植被茂密。
1980年中华人民共和国国务院批准建立，1982年修建了旅游设施接待游客，1988年正式划为自然保护区。保护区内有木本植物106种，草本植物422种。